# Rheinbrücke N4
Die Rheinbrücke N4 ist eine Schrägseilbrücke, die in der Schweiz zwischen Schaffhausen und Flurlingen den Rhein überspannt. Die Strassenbrücke mit drei Fahrstreifen und beidseitigen Standstreifen stammt aus dem Jahre 1995. Sie überführt die Autobahn A4 und liegt zwischen dem südlichen Cholfirsttunnel und der nördlichen Anschlussstelle Schaffhausen Süd.

## Geschichte

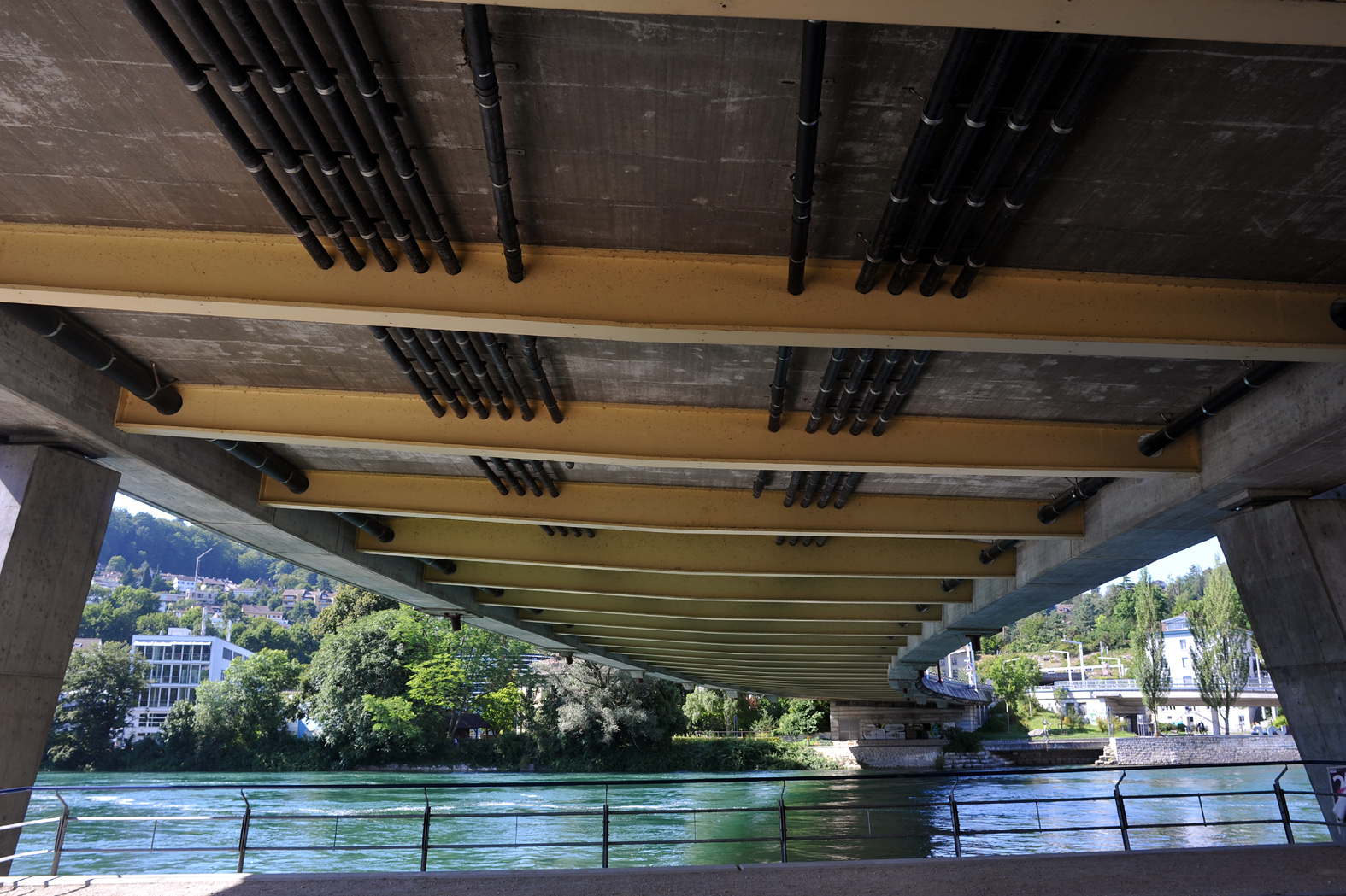
Brückenuntersicht mit gelben Querträgern

Erste Überlegungen zu einem Anschluss Schaffhausens an das Nationalstrassennetz gab es Anfang der 1960er Jahre. Der Kanton Schaffhausen bevorzugte dabei eine immissionsarme Trasse mit einer in Tieflage angeordneten Rheinbrücke und beidseitig anschliessenden Tunnels. Studien des Kantons Zürich bevorzugten aus Kostengründen eine oberirdische Streckenführung mit einer Rheinbrücke in Hochlage. Im Frühjahr 1971 votierte der Bundesrat für die grösstenteils unterirdische Führung der N4. Im Rahmen der Fortschreibung des Projektes mit einer zweispurigen, städtischen Expressstrasse zweiter Klasse wurden Ende der 1970er Jahre mehrere Brückenvarianten für das in niedriger Höhe den Rhein überspannende, im Grundriss gekrümmte Bauwerk ausgearbeitet. Ende 1977 fiel die Wahl auf eine Spannbetonbrücke mit geschätzten Kosten von 6,3 Millionen Franken. Nach der Ausarbeitung des Ausführungsprojektes im Jahre 1983 wurde eine Balkenbrücke mit drei Feldern bevorzugt. Die steife und technisch konventionelle Wirkung der Brücke mit relativ grossen Trägerhöhen, kombiniert mit der horizontalen Krümmung und zwei Flusspfeilerscheiben ergab allerdings kein gestalterisch befriedigendes Erscheinungsbild der Brücke. Das führte schliesslich Anfang 1991 zu einer kompletten Überarbeitung des Brückenkonzeptes und zu den Entwürfen von Schrägseilbrücken, die den Rhein in der Flussbiegung mit einer einzigen Öffnung überspannten. Zwischen den Varianten mit einem vertikalen Flusspylon auf der nördlichen Schaffhauser Seite und einem schrägen Landpylon auf dem südlichen Rheinufer entschied sich der Bauherr aufgrund der akzentsetzenden Konstruktion und der freien Sicht über die Flussbiegung für letzteres. Anfang 1992 waren dann die wesentlichen Entwurfsparameter festgelegt und ein Kostenvoranschlag von 13,9 Millionen Franken erstellt worden. Das Detailprojekt wurde am 15. Juni 1992 genehmigt, am 1. Dezember 1992 folgte die Vergabe der Baumeisterarbeiten, und am 11. Januar 1993 begannen die Bauarbeiten. Ende 1995 war das Bauwerk fertiggestellt. Die Baukosten für Rohbau und Ausrüstung betrugen 15,9 Millionen Franken.

## Bauwerk

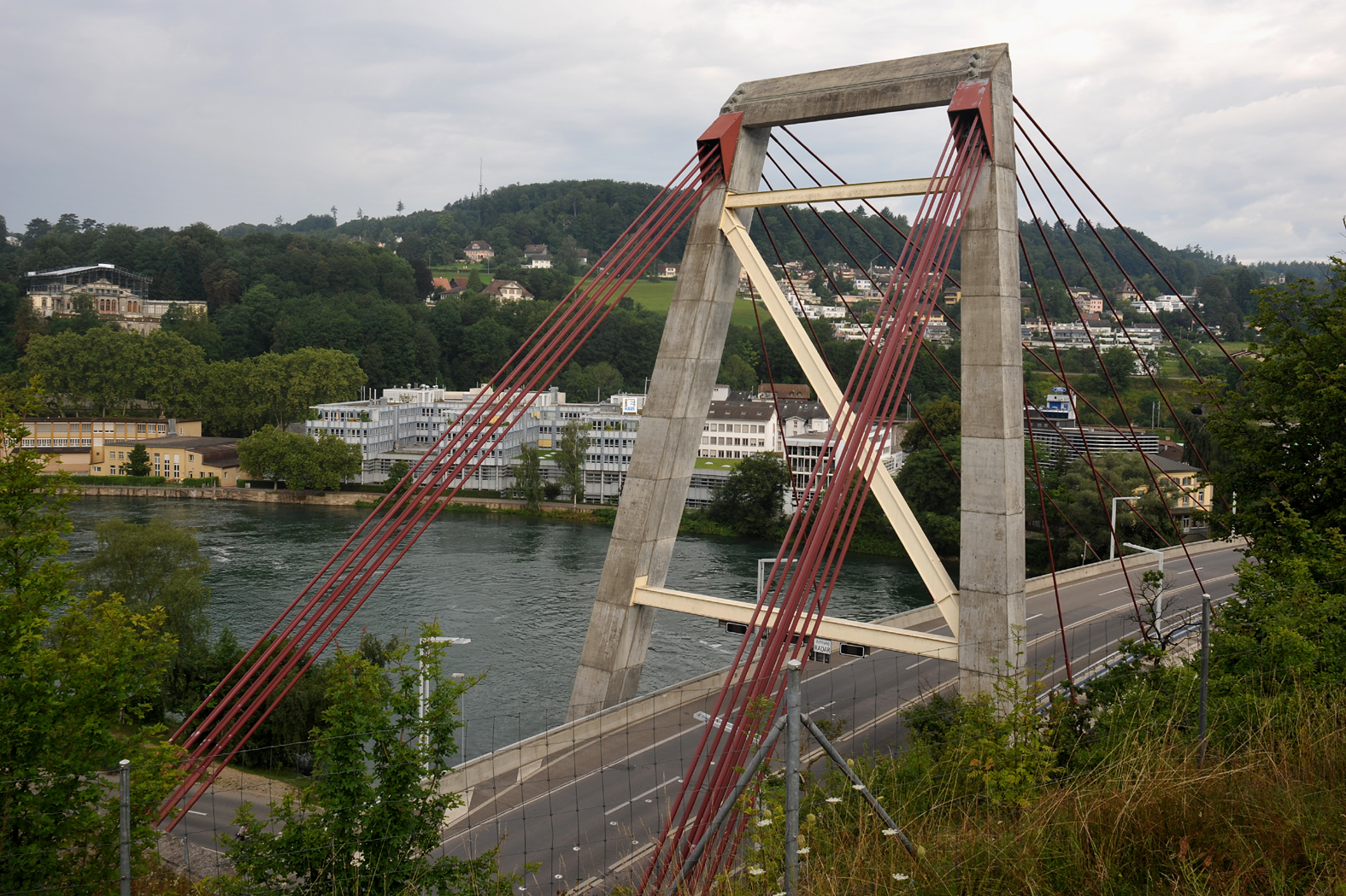
Pylon

Die einhüftige, 151,76 Meter lange Schrägseilbrücke ist durch einen gegen den Rhein geneigten Pylon am südlichen Rheinufer gekennzeichnet. Die Strassentrasse ist im Bereich der Brücke im Grundriss mit einem Radius von 280 Meter bis 400 Meter gekrümmt und weist ein Längsgefälle von 0,45 Prozent zum Widerlager Schaffhausen auf. Die Fahrbahn besteht Richtung Winterthur aus zwei 3,5 Meter breiten Fahrstreifen sowie einem 1,0 bis 3,0 Meter breiten Randstreifen. Richtung Schaffhausen ist ein 4,0 Meter breiter Fahrstreifen und eine 2,5 bis 4,25 Meter breite Standspur vorhanden. Am Widerlager Schaffhausen ist ein Fahrbahnübergang angeordnet.
Die Schrägseilbrücke überspannt auf der südlichen Rheinseite die Gründenstrasse mit 26,5 Meter Stützweite und anschliessend den Fluss mit 125,26 Meter. Die Fahrbahnoberkante weist bezogen auf das Mittelwasser des Rheins eine Höhe von 10,5 Meter auf, der rund 70 Grad Richtung Rhein geneigte Pylon eine Höhe von 51,9 Meter. Die Stiele und der Riegel des rahmenartigen Pylons haben massive, etwa rechteckige Querschnitte aus Stahlbeton und werden durch eine Z-förmige Stahlausfachung in Querrichtung ausgesteift. Der Pylon ist im Fels eingespannt und hat zwei Seilebenen. Er wird an der Spitze durch sechs fächerförmig angeordnete Kabel je Seite belastet und ist durch zwei Bündel mit je acht Kabeln im Widerlager Seite Kanton Zürich rückverankert. Das Widerlager, ein Stahlbetonkasten, ist wiederum mit 64, bis zu 60 Meter langen, vorgespannten, permanenten Ankern im anstehenden Kalkfels verankert.
Der Brückenüberbau, das Brückendeck, besteht aus einer 28 Zentimeter dicken, in Längsrichtung vorgespannten Stahlbetonfahrbahnplatte, die alle 5,5 Meter auf Querträgern liegt. Die Querträger sind als stählerne Verbundträger ausgeführt und geben die Lasten an die beiden äusseren 1,55 Meter hohen, vorgespannten Längsträger weiter, die im Abstand von 16,5 Meter von den Kabeln getragen werden.
Der Überbau wurde vorab auf einem Lehrgerüst hergestellt und anschliessend am Pylon aufgehängt. Das Lehrgerüst bestand aus bis zu 25 Meter weit spannenden stählernen Fachwerkträgern, die von drei im Rhein gegründeten Pfahljochen aus Stahlrohren getragen wurden.